# Tablion

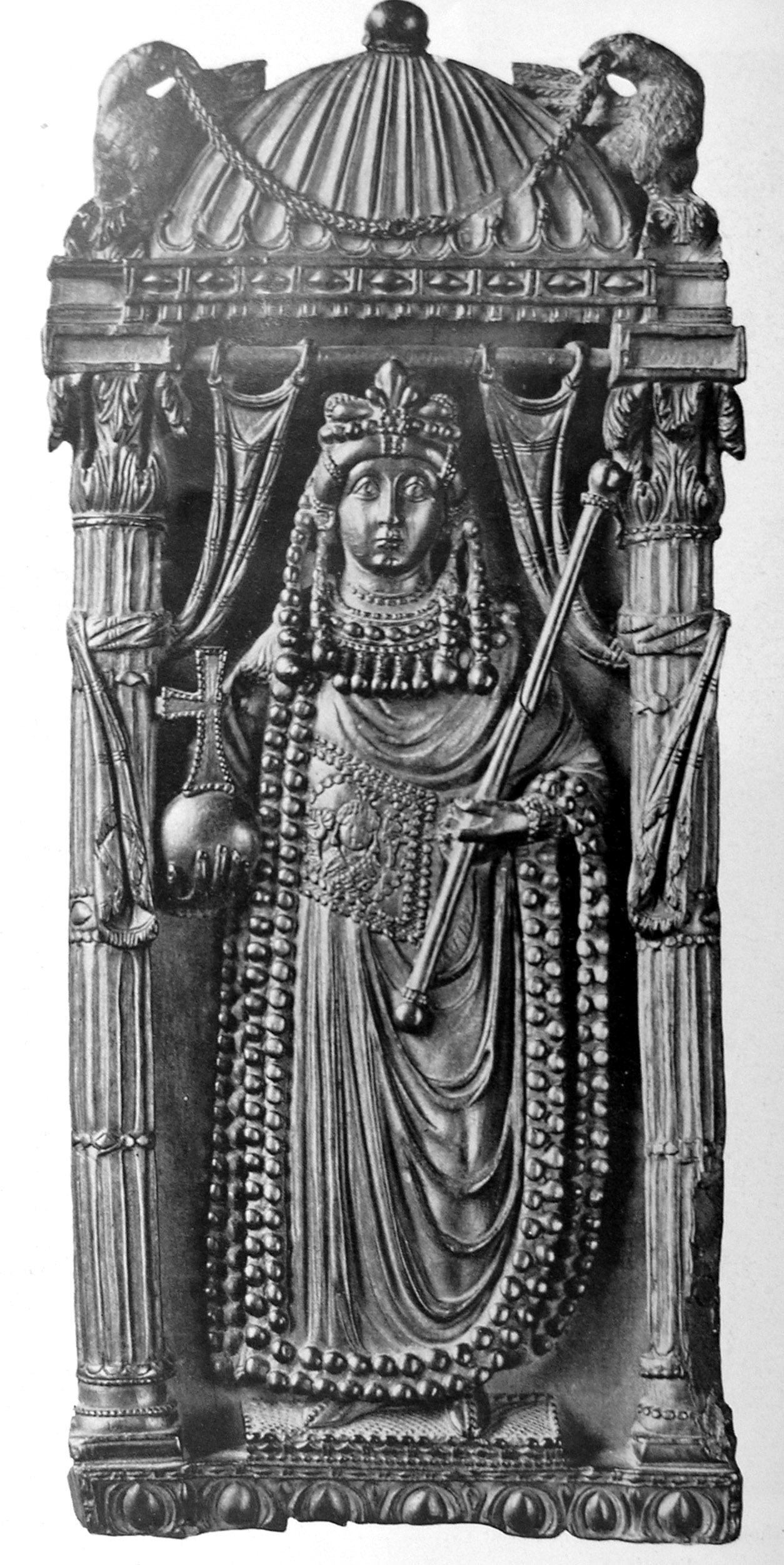
Feuillet d'un diptyque impérial (vers 400) représentant l'impératrice Ariane portant un tablion sur sa chlamyde, Bargello

Le tablion (en grec ταϐλίον / tablíon) est un accessoire vestimentaire aulique dans l'Antiquité tardive et l'Empire byzantin : c'est une paire de panneaux d'étoffe brodée, de forme carrée ou trapézoïdale, cousus à angle droit au bord de la chlamyde. Sur les représentations de personnes portant la chlamyde fixée à l'épaule, comme sur l'ivoire du Bargello (ci-contre) un seul panneau du tablion est visible car le second se trouve sur le pan du vêtement rejeté dans le dos. Mais lorsque la personne porte la chlamyde fixée de face sous le cou, les deux panneaux sont bien visibles.
Au IVe siècle, le tablion est cousu à hauteur de genoux (comme ceux des chlamydes impériales sur le missorium de Théodose Ier), mais il remonte à hauteur de la poitrine vers le VIe siècle. Il peut être orné de motifs géométriques élaborés, mais aussi de portrait, notamment du portrait impérial : c'est le cas par exemple du tablion de l'impératrice Ariane sur le diptyque impérial du Bargello.

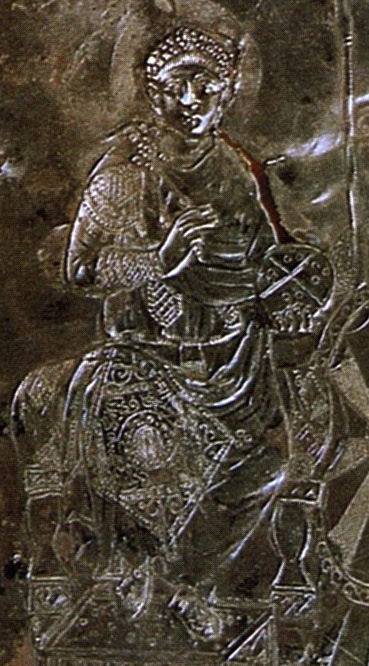
Portrait d'Arcadius vêtu d'une chlamyde décorée d'un tablion, sur le missorium de Théodose Ier

Le motif du tablion diffère selon le rang du personnage qui le porte, et à l'époque byzantine doit être acheté par le titulaire : un patrikios paie ainsi 24 nomismata au IXe siècle pour son tablion.
Le tablion est en général la marque des fonctionnaires civils, bien que les saints militaires soient représentés parfois le portant par-dessus leur armure. C'est aussi un accessoire presque exclusivement masculin : seule l'impératrice peut porter le tablion.